# Thomas Müller
Thomas Müller (født 13. september 1989) er en tysk professionel fodboldspiller, som senest spillede for Bundesliga-klubben Bayern München. Han er kendt for sin evne til at spille i mange forskellige roller på banen, og han anses som en af sin generations bedste spillere.

## Klubkarriere

### Bayern München

#### Tidlige karriere og førsteholdsdebut
Müller startede i lokalklubben TSV Pähl, hvor han spillede fra en alder af 4 år til han var 10 år, hvor han slog sig til Bayern Münchens ungdomsprogram. Han fik sin debut for reserveholdet i marts 2008 i en Regionalliga-kamp mod SpVgg Unterhaching, og scorede til 3-2 i en 4-2 sejr. Den efterfølgende sæson holdt endnu mere succes for den unge Müller, da han etablerede sig på reservemandskabet, der nu spillede i 3. division. Müller sluttede sæsonen som den femte mest scorende spiller, da han scorede 15 mål i 32 kampe.
Han opnåede i sæsonen også at gøre fire optrædener som indskifter for førsteholdet, og fik sin ligadebut på den første spilledag i 2008–09 sæsonen i en kamp imod Hamburger SV. Den 10. marts 2009 fik han sin UEFA Champions League debut i 7-1 sejren over Sporting Lissabon, hvor han blev skiftet ind i det 72. minut i stedet for Bastian Schweinsteiger og scorede det sidste mål af Bayerns 7 mål.

#### 2009-10: Gennembrudssæson
Müllers førsteholdsgennembrud kom i 2009-10 sæsonen. Ved sæsonens femte kamp den 12. september 2009 scorede han sit første og andet ligamål i en 5-1 udesejr over Borussia Dortmund. Tre dage senere scorede han to mål i en Champions League-kamp imod Maccabi Haifa. Fra dette tidspunkt spillede han fra start af i resten af sæsonens kampe, med en enkelt undtagelse, hvor han var ude med karantæne.
Han scorede det første hattrick i sin karriere på sæsonens næstsidste spilledag i 3-1 sejr over Bochum, der så godt som sikrede Bayern deres 21. Bundesliga-titel. Bayern nåede i sæsonen også til Champions League finalen, men tabte her til Inter Milan.

#### 2010-12: Skuffende sæsoner
Müller var i 2010-11 sæsonen fortsat fast mand på holdet, da han spillede hver eneste kamp i Bundesligaen fra start af. Sæsonen var dog en skuffelse for Bayern, som sluttede på tredjepladsen i Bundesligaen. Som resultat af de skuffende resultater, så mistede træner Louis van Gaal sit arbejde.
2011-12 sæsonen var også en skuffelse for Müller og Bayern. Müller havde sin værste målscorende sæson indtil videre i sin karriere, da han kun scorede 7 ligamål, og tilbragte mere tid på bænken en forrige sæsoner. Bayern sluttede andenplads i alle tre turneringer som de deltog i, da de kom nummer to i Bundesligaen, DFB-Pokal og Champions League, hvor de tabte til Chelsea i finalen.

#### 2012-13: Treble
Efter en imponerende start på sæsonen, så skrev Müller i december 2012 under på en kontraktforlængelse frem til 2017. Efter to år uden at have vundet Bundesligaen, så vandt Bayern mesterskabet overbevisende i 2012-13 sæsonen, da de kun tabte en enkelt kamp i sæsonen.
I Champions League semifinalen ledte Müller Bayern overbevisende forbi Barcelona, da han scorede tre mål på tværs af begge kampe, og Bayern nåede hermed tilbage til finalen for andet år i streg. I finalen mødte de deres ærkerivaler Borussia Dortmund, og vandt her 2-1. Müller vandt hermed sin første Champions League i sin tredje finaleoptræden. Sidst sluttede Bayern sæsonen af med at vinde DFB-Pokal finalen over Stuttgart, og sikrede sig hermed the treble.

#### 2013-16: Guardiola årene
Forud for 2013-14 sæsonen blev det annonceret at den tidligere Barcelona træner Pep Guardiola blev hyret som Bayerns nye træner. Müller scorede 13 mål og lavede 11 assists i ligaen i 2013-14 sæsonen. Bayern vandt i sæsonen overbevisende deres andet mesterskab i streg.
På trods af interesse fra Manchester United, som ifølge Müller havde tilbudt ham en stor lønforhøjelse, så skrev han i juni 2014 under på en ny kontrakt med Bayern. Müller scorede den 21. april 2015 sit mål nummer 35 i Champions League, og blev hermed den mest scorede tyske spiller i turneringen, da han slog Gerd Müllers rekord. Sæsonen endte med at Bayern for tredje år i streg vandt mesterskabet.
Müller havde i 2015-16 sæsonen sin bedste målscoringssæson til dato, og han sluttede med 32 mål på tværs af alle turneringer, herunder 20 i Bundesligaen, som var nok til at han sluttede på tredjepladsen i topscorerlisten. Bayern vandt igen Bundesliga-mesterskabet, og blev hermed det første hold til at vinde Bundesligaen fire sæsoner i streg.

#### 2016-19: Faldende produktion
Det lykkedes dog ikke for Müller at fortsætte denne form ind i 2016-17 sæsonen under nye træner Carlo Ancelotti. Müller scorede kun fem mål i Bundesligaen i sæsonen, hans laveste antal i karrieren på dette tidspunkt, dog han kompenserede med at lave 15 assists, hvilke var flere end han havde lavet i en sæson før. Bayern vandt i sæsonen deres femte mesterskab i streg.
Müller scorede den 21. januar 2018 sit mål nummer 100 i Bundesligaen. Han sluttede sæsonen med 8 mål og 16 assist i ligaen. Sæsonen endte med at Bayern vandt deres sjette mesterskab i streg.
Den 12. december 2018 fik Müller det første røde kort i sin karriere, da han blev vist af i en Champions League-kamp for en høj fod på Ajax' Nicolás Tagliafico. Tre dage senere den 15. december spillede han sin Bundesliga-kamp nummer 300. I 2018-19 sæsonen vandt Bayern deres syvende mesterskab i streg.

#### 2019-20: Den anden treble
Den 2. november 2019 spillede Müller sin kamp nummer 500 for Bayern, og blev den tiende spiller til at opnå dette antal for klubben. Müller lavede i sæsonen 21 assists, og satte hermed en ny Bundesliga rekord for flest assist in en sæson, da han slog rekorden på 19, som var holdt af Kevin De Bruyne og Emil Forsberg. Bayern vandt igen mesterskabet i sæsonen. De vandt herefter også DFB-Pokal ved at slå Bayer Leverkusen i finalen.
Müller scorede to mål i Bayerns historiske 8-2 sejr over Barcelona i Champions League semifinalen. I finalen mødte Bayern Paris Saint-Germain, og vandt her 1-0. Müller vandt hermed sin anden Champions League og sin anden treble.

#### 2020-2024: Rekordmesterskab
Müller vandt sit 27. trofæ efter at Bayern sikrede sig DFL-Supercup 2021, og blev hermed den tyske spiller med flest trofæer nogensinde, da han slog Bastian Schweinsteigers rekord. Bayern vandt igen mesterskabet, deres niende i streg.
Müller spillede den 19. november 2021 sin kamp nummer 600 for Bayern, og blev kun den fjerde spiller til at opnå dette antal. Bayern vandt deres tiende mesterskab i streg i sæsonen, og Müller sat hermed en ny rekord som spilleren med flest tyske mesterskaber nogensinde, da han vandt sit 11. mesterskab.
Müllers spilletid var fra 2022-23 sæsonen reduceret, da han begyndte at spille fra bænken i flere kampe. Han var i sæsonen med til at vinde Bayerns 11. mesterskab i streg.

#### 2024-25: Sidste sæson
Müller spillede den 1. september 2024 sin kamp nummer 710 for Bayern, og satte hermed rekorden for flest kampe for klubben nogensinde, da han slog Sepp Maiers rekord. To uger senere spillede han sin kamp nummer 152 i UEFA Champions League, og slog hermed Xavis rekord for flest UCL kampe for en enkelt klub. Det blev i marts 2025 annonceret, at Müller ville forlade klubben ved sæsonens udgang da hans kontrakt ikke ville blive fornyet. Han var med til at vinde sit 13. mesterskab i sæsonen, og forlængede hermed hans egen rekord om flest Bundesligamestreskaber. Han blev hermed også den delt mest vindene tyske spiller nogensinde, da han vandt sit 34. trofæ, og hermed blev lig med Toni Kroos. Hans sidste kamp med klubben kom den 5. juli, da Bayern tabte 2-0 til Paris Saint-Germain, og hermed blev elimineret fra VM for klubhold.

## Landsholdskarriere

### Ungdomslandshold
Müller har repræsenteret Tyskland på flere ungdomsniveauer.

### Seniorlandshold
Müller debuterede for Tysklands landshold den 3. marts 2010 i en venskabskamp imod Argentina.

#### VM 2010
Müller blev inkluderet i Joachim Löws 23-mands trup til VM 2010 i Sydafrika og var dermed den syvende Bayern spiller i truppen. Han blev tildelt trøjenummeret 13, der normalt bruges af kaptajn Michael Ballack, der dog var skadet til turneringen, og tidligere af den legendariske angriber Gerd Müller. Han nåede sin anden landskamp som indskifter i anden halvleg af Tysklands sidste opvarmningskamp inden VM imod Bosnien-Hercegovina.
Han startede Tysklands første kamp i gruppespillet mod Australien, hvori han scorede sit første landsholdsmål da han gjorde det til 3-0 i det 68. minut i Tysklands 4-0 sejr. Han startede også de andre to gruppekampe og lagde op til Mesut Özils mål i den sidste gruppekamp mod Ghana. I ottendelsfinalen mod England imponerede Müller igen da han scorede to mål samt lagde op til Lukas Podolskis 2-0 mål i Tysklands 4-1 sejr. Han scorede igen i Tysklands 4-0 ødelæggelse af Argentina da han scorede åbningsmålet. Han pådrog sig dog også sit andet gule kort i turneringen, og måtte sidde ude mens Tyskland blev besejret 1-0 af de endelige verdensmestre Spanien. Turneringen sluttede dog godt for Müller da han scorede i bronzekampen mod Uruguay, som Tyskland vandt 3-2, og dermed bragte sin målrekord op på 5 mål, det samme som David Villa, Wesley Sneijder og Diego Forlán. Da han samtidig havde 3 assists blev han tildelt turneringens adidas Golden Boot for den mest scorende spiller, mens de andre kun havde en enkelt hver. Müller vandt desuden Hyundai Best Young Player prisen for den bedste unge spiller over Mexicos Giovani dos Santos og Ghanas André Ayew.

#### EM 2012
Müller var med Tyskland med til at nå semifinalen ved EM i 2012.

#### VM 2014
Müller var del af Tysklands trup som vandt VM i 2014 i Brasilien. Han scorede et hattrick i Tysklands åbningskamp, en 4-0 sejr over Portugal. I semifinalen scorede Müller et mål i Tysklands historiske 7-1 sejr over Brasilien. Han spillede alle 120 minutter af finalen, hvor at Tyskland vandt 1-0 over Argentina. Han modtog ved turneringens afslutning sølvbolden, da han blev stemt til at være turneringens næstbedste spiller.

#### EM 2016 og VM 2018
Müller var del af Tysklands trup til EM 2016, men han havde en skuffende turnering hvor det ikke lykkedes ham at score.
Müller var del af Tysklands trup til VM 2018, hvor at Tyskland røg ud i gruppespillet.

#### Eksklusion og retur til landsholdet
I 2019 tog landstræner Joachim Löw beslutningen at udelukke Müller samt hans holdkammerater Jérôme Boateng og Mats Hummels fra landsholdet. Efter to år væk fra landsholdet, så blev Müller indkaldt igen i maj 2021, og var del af Tysklands trup til EM 2020.
Müller var del af Tysklands trup til VM 2022, hvor at de for anden turnering i streg blev elimineret i gruppespillet.

## Titler
Bayern München
- Bundesliga: 13 (2009-10, 2012-13, 2013-14, 2014-15, 2015-16, 2016-17, 2017-18, 2018-19, 2019-20, 2020-21, 2021-22, 2022-23, 2024-25)
- DFB-Pokal: 6 (2009-10, 2012-13, 2013-14, 2015-16, 2018-19, 2019-20)
- DFL-Supercup: 8 (2010, 2012, 2016, 2017, 2018, 2020, 2021, 2022)
- UEFA Champions League: 2 (2012-13, 2019-20)
- UEFA Super Cup: 2 (2013, 2020)
- FIFA Club World Cup: 2 (2013, 2020)

Tyskland
- Verdensmesterskabet: 1 (2014)

Individuelle
- Verdensmesterskabet Topscorer: 1 (2010)
- Verdensmesterskabet Bedste unge spiller: 1 (2010)
- Verdensmesterskabet Sølvbolden: 1 (2014)
- DFB-Pokal Topscorer: 2 (2010, 2014)
- UEFA Champions League Sæsonens hold: 1 (2019-20)
- Bundesliga Sæsonens hold: 3 (2017-18, 2019-20, 2020-21)
- Bayern München Sæsonens spiller: 1 (2021-22)